# 金吉達品牌國際
金吉達品牌國際公司（英語：Chiquita Brands International Inc.，又稱奇基塔、奇奎塔）是美國一間香蕉和其他農產品的製造商和分銷商。前身為前美國最大香蕉分銷商聯合果品公司。

## 歷史
1870年，美國的電報號船長羅倫素·道·貝克由牙買加帶大米七香蕉到美國出售，並開始他進口香蕉的事業。1885年，貝克和安德魯·普雷斯頓成立波士頓果品公司，大量從加勒比海地區進口大米七，使大米七成為入口到美國的主要香蕉。與此同時，在哥斯達黎加建設中的鐵路種植香蕉，並進口至美國。1899年3月30日，波士頓果品公司與一些由基斯控制的香蕉進口公司合併，成為聯合果品公司，並成為美國最大的香蕉分銷商。
在20世紀的大部分時間裡，聯合果品公司控制了拉丁美洲的香蕉出口，在一定區域內壟斷了香蕉貿易。公司對多個拉丁美洲國家的經濟和政治有着很大的影響。20世紀初，黃葉病出現感染大米七香蕉，使產量下降。1960年代初，因為黃葉病疫情，聯合果品開始跟隨其競爭對手標準果品轉種香芽蕉。
1990年，聯合果品公司改名為金吉達品牌國際公司。
2014年3月10日，金吉達斥10.7億美元，收購歐洲最大果蔬貿易公司——愛爾蘭同業Fyffes，共組全球最大香蕉供應商，Chiquita與Fyffes將以換股合併，不涉及現金代價，每股Chiquita將可換取1股新公司股份。新公司的名稱為並更名為ChiquitaFyffes。

## 吉祥物

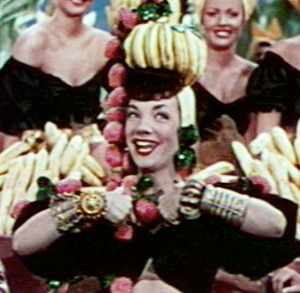
卡門·米蘭達在《在此一群》的劇照

1944年，公司按照巴西女星卡門·米蘭達在1943年的歌舞片《在此一群》的形像，委託漫畫家狄克·布朗創作出吉祥物「金吉達小姐」（Miss Chiquita），並以此製作出各個香蕉廣告。最初金吉達小姐是身穿紅色舞裙，卡通香蕉女郎的模樣。在1987年，Oscar Grillo將金吉達小姐改為一個頭頂着一大盆水果的女郎，即現今商標上的吉祥物。

## 引用來源
1. ↑  Portillo, Ely. . The Charlotte Observer. 2011-11-30  [30 November 2011]. （原始内容存档于2012-03-30）.
2. ↑  Dan Koeppel. . 謝佩妏翻譯. 馥林文化. 2009年11月: 79–81頁. ISBN 978-986-6535-37-6.

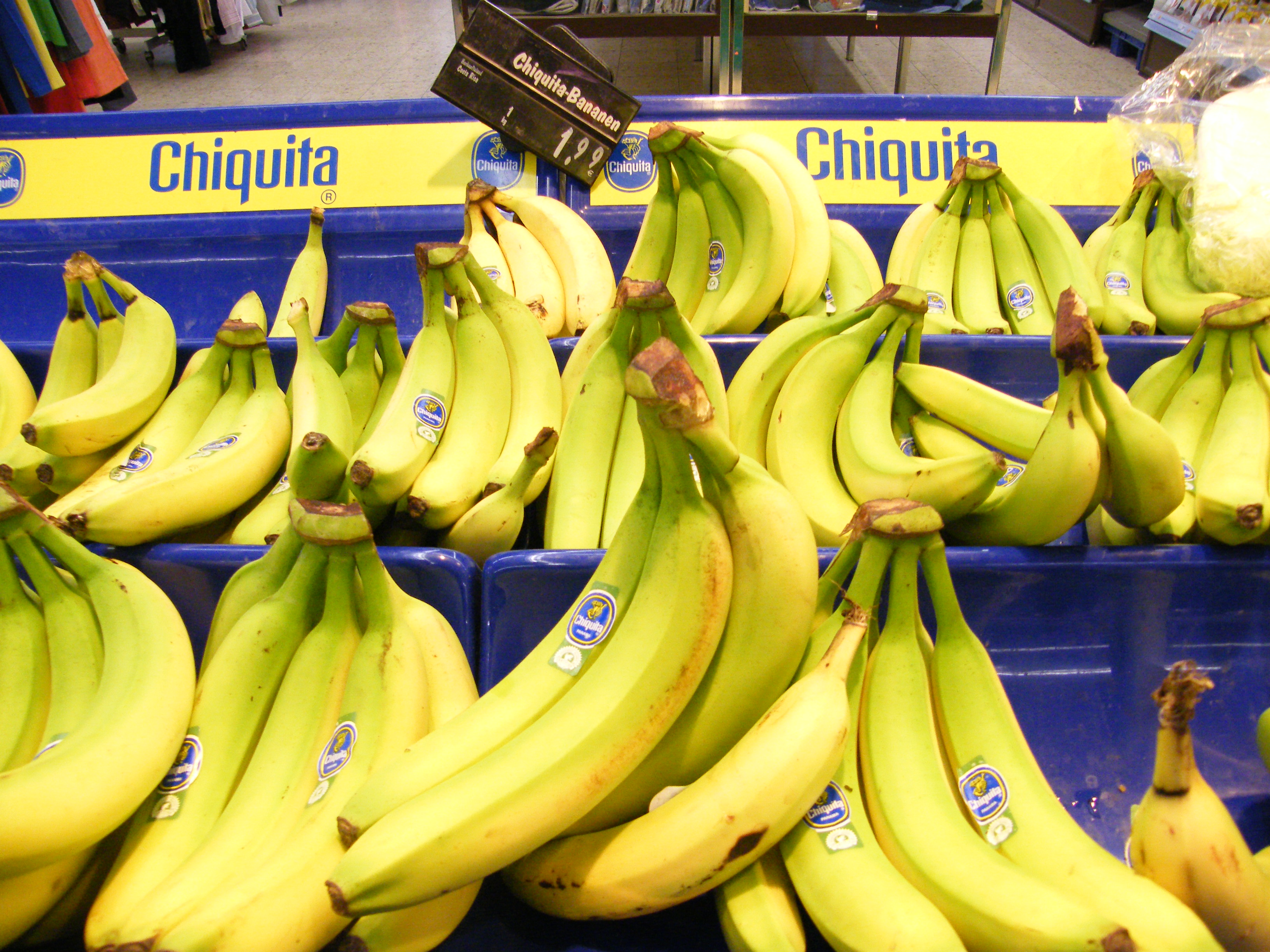
在德國售賣的金吉達香蕉

3. ↑  . Chiquita Brands International, Inc.   [10 March 2014]. （原始内容存档于2016-01-08）.